# Protracheoniscus krgozanovskii
Protracheoniscus krgozanovskii is een pissebed uit de familie Trachelipodidae. De wetenschappelijke naam van de soort is voor het eerst geldig gepubliceerd in 1957 door Borutzkii.